# Anapisa palemon
Anapisa palemon är en fjärilsart som beskrevs av Druce. Anapisa palemon ingår i släktet Anapisa och familjen björnspinnare. Inga underarter finns listade i Catalogue of Life.